# Orthotrichum brotheri
Orthotrichum brotheri är en bladmossart som beskrevs av Per Karl Hjalmar Dusén och Jette Lewinsky 1987. Orthotrichum brotheri ingår i släktet hättemossor, och familjen Orthotrichaceae. Inga underarter finns listade i Catalogue of Life.